# Nelson Ned
Nelson Ned (Ubá, 1947. március 2. – Cotia, 2014. január 5.) brazil énekes, zeneszerző, író és dalszerző. Főleg spanyol nyelven írt és adott elő műveket, Latin-Amerika sztárja volt.
Hét testvére közül egyedül ő szenvedett törpeségben.